# Over Drivin' GT-R
Nissan Presents: Over Drivin' GT-R (オーバードライビンGT－R?) es un videojuego de carreras desarrollado por Pioneer Productions y Electronic Arts Canada, y publicado por Electronic Arts Victor para Sega Saturn. Es una versión comercial localizada de Road & Track Presents: The Need for Speed disponible en Japón el 20 de diciembre de 1996.
Estuvo disponible para Sega Saturn como un juego minorista en caja, pero se localizó con un lanzamiento específico dentro del mercado japonés.
La lista de coches original se reemplaza con modelos populares de Nissan y se agregó una opción en japonés.

## Jugabilidad
El juego es un juego de carreras que ilustra la historia de los autos deportivos de Nissan (con un énfasis particular en la serie de autos Skyline GT-R). Los jugadores pueden elegir entre ocho Nissan diferentes para conducir. Usando un panel de control, el automóvil se maneja con izquierda y derecha. Acelera con A y frena con B. El jugador puede tirar del freno de mano con C, que se puede usar para tomar curvas cerradas. La transmisión se cambia hacia abajo con L y hacia arriba con R. El automóvil arranca en neutral y debe cambiarse a primera marcha al comienzo de la carrera (y se puede "cambiar a una marcha inferior" a reversa desde neutral). Todos los autos en el juego están equipados con transmisiones manuales, pero el juego tiene un modo automático donde la computadora selecciona automáticamente una marcha. En este modo, el jugador aún debe cambiar a la marcha adelante desde neutral al comienzo de la carrera o después de recuperarse de un accidente.
El juego es compatible con el Arcade Racer y el 3D Control Pad para control analógico. Con el Arcade Racer, C acelera, B frena y A tira del freno de mano. Las paletas se utilizan para cambiar de marcha. Con el panel de control 3D, R acelera, L frena y C tira del freno de mano. Cambia hacia arriba con A y hacia abajo con B.
Con todos los controladores, el jugador puede cambiar la vista con X o alternar el HUD con Z. El auto también tiene una bocina que se puede tocar con Y.
Hay múltiples recorridos seleccionables, que incluyen recorridos abiertos donde los jugadores corren de un punto a otro y circuitos donde los jugadores deben completar un cierto número de vueltas.
El juego se puede jugar en múltiples modos:
- Time Trial: El jugador elige un coche y un recorrido y corre contrarreloj.
- Head to Head: El jugador se enfrenta a un solo oponente. Al competir contra la computadora, el jugador elige el auto del oponente.
- Single Race: Una carrera contra siete oponentes. El jugador puede elegir el automóvil que conducen los corredores controlados por computadora.
- Tournament: Un torneo en el que el jugador trata de colocarse primero en cada pista. Las pistas se pueden reproducir en cualquier orden. Cada pista está limitada a un subconjunto de autos con un rendimiento comparable.

Todos los modos, excepto Contrarreloj, se pueden jugar con un segundo jugador. Los automóviles no pueden sufrir daños por choques y rebotar en objetos en lugar de chocar con ellos.
Una función de repetición le permite al jugador ver lo más destacado después de la carrera desde múltiples ángulos de cámara.

## Coches
Los coches se dividen en tres clases, y cada una se puede ver en un menú de Showcase.
Cada coche en el juego se presenta con especificaciones detalladas, historia, comentarios de audio, múltiples imágenes y videos.

## Vistas
El jugador puede recorrer tres perspectivas diferentes durante la carrera con X.
Al usar una de las vistas en primera persona, la cámara gira automáticamente a una vista en tercera persona después de chocar o dar vueltas (como por un giro excesivo con el freno de mano).
La In-Car Cam no está disponible en carreras de pantalla dividida para dos jugadores.

## Cursos
Todos los cursos se pueden jugar por la mañana, al mediodía o al anochecer.
City Simulation, Coastal Simulation y Alpine Simulation son circuitos abiertos que constan de tres segmentos cada uno.
Desert Track, Mountain Track y North Track son circuitos. El jugador puede elegir correr 4, 8 o 16 vueltas en Desert Track o 2, 6 o 12 vueltas en Mountain Track y North Track.

## Cambios
Se han cambiado todos los vehículos de The Need for Speed. El HUD está orientado de manera diferente y las vistas en primera persona se han ajustado para adaptarse a todos los vehículos con volante a la derecha. Las unidades se cambiaron a km/h en lugar de mph y PS en lugar de bhp, y la narración en off de las descripciones de los automóviles se grabó en japonés. Las pistas son las mismas pero tienen nombres diferentes.
Hay numerosos cambios de sonido menores y FMV y reemplazos de gráficos. El juego también es más lento. El juego tiene por defecto transmisiones manuales en lugar de automáticas. Se eliminó la vista Tail Cam, dejando la Heli Cam más amplia como la única perspectiva en tercera persona. Los recorridos abiertos en el modo Head to Head ya no contienen tráfico ni coches de policía.